# 联邦星舰勇抗号 (NX-74205)
聯邦星艦勇抗号，NX-74205（USS Defiant NX-74205），是美国科幻电视剧《星艦奇航記：銀河前哨》与《星际旅行：第一类接触》中虚构的一艘星艦。在《深空九号》中，第一次出现勇抗号是在“The Search，上”一集中。在该集之后，它便成为了此系列的一项重要设定。当勇抗号在与自治同盟的一场战争中毁坏后，星际舰队作战部特别授权本杰明·西斯科上校将一艘取代该舰的星舰重命名为勇抗号。
这艘星舰以一艘英国皇家军舰勇抗号之名命名，在其简报室中有一副该船的画像。然而，在人类的真实历史中并未存在过这么一艘军舰。勇抗号还是继《星际旅行：初代》的宪法级联邦星舰勇抗号 (NCC-1764)后，第二艘使用该名的联邦星艦。
勇抗号是勇抗级星舰的原型艦，設計之初為一護航艦，但是於2366年為了抵禦博格人而發展成為一小型、高能量、重武裝的星艦，勇抗号成為星際聯邦將要成立的戰鬥艦隊的第一艘。但是後來由於博格人的威脅減輕而且在試航之後出現了瑕疵，聯邦取消了計畫。公元2371年挑戰號調派到「深空九號」去協助抵禦詹哈達人的威脅，而且裝配了向羅慕倫人借來的隱形裝置。同年，马奇游击队成員Thomas Riker從深太空九號劫持了挑戰號前往Orias 星系調查卡达西據傳的軍事設施建造。
此艦承載的人員很少，只有一個小型醫療室，而且不載運家屬，船艙內至少可以裝載兩艘太空梭。
勇抗号拍戲用的模型是在Herman Zimmerman的指導下由Jim Martin設計，Tony Meininger製造。